# Тун Вень
Тун Вень (кит. 佟文, пін. Tóng Wén, 1 лютого 1983) — китайська дзюдоїстка, олімпійська чемпіонка.

## Виступи на Олімпіадах
| Олімпіада   | Дисципліна      | Місце |
| ----------- | --------------- | ----- |
| Пекін 2008  | важка категорія | 1     |
| Лондон 2012 | важка категорія | =3    |